# Reyesia
Reyesia, rod dvosupnica iz potporodice Goetzeoideae, dio porodice Solanaceae. Sastoji se od 4 vrste trajnica i jednogodišnjeg raslinja iz Čilea i Argentine; tipična vrsta je Reyesia chilensis. 
Opisan je u Flora Chilena 4(4): 418–420, t. 52. 1849.

## Vrste
1. Reyesia cactorum (I.M. Johnst.) D'Arcy
2. Reyesia chilensis Gay; nema očitih dokaza da je autor Clos, a ne Gay.[3]
3. Reyesia juniperoides (Werderm.) D'Arcy
4. Reyesia parviflora (Phil.) Hunz.